# Лаурсен, Йенс Петер
Йенс Петер Мартинус Лаурсен (дат. Jens Peter Martinus Laursen; 1 января 1888, Дания — 23 мая 1967, Фредериксберг) — датский гимнаст, серебряный призёр летних Олимпийских игр 1912 года в командном первенстве по шведской системе.